# Devin (Stralsund)
Devin ist ein Stadtteil im Stadtgebiet Süd von Stralsund, direkt am Strelasund gelegen. Bis 1928 war der Ort eigenständig und wurde, wie viele andere Stralsunder Stadtdörfer auch, am 1. Oktober 1928 eingemeindet.
Die Moränenlandschaft gehört heute zum Naturschutzgebiet Halbinsel Devin.

## Geschichte

### Frühzeit
Bereits in der Jungsteinzeit lebten in diesem Gebiet Menschen, was durch Funde von steinzeitlichen Werkzeugen bezeugt ist. Vom 4. bis zum 6. Jahrhundert kamen Slawen hierher.
Die hier einst siedelnden Slawen nannten den See Tiva, was Gewässer bedeutet. Dieser See war Namensgeber für das Dorf Devin.

### Mittelalter bis Neuzeit
Im Jahr 1273 wurde der Ort vor den Toren Stralsunds erstmals urkundlich erwähnt. 1303 erwarb der Stralsunder Bürgermeister Gerwin von Semlow Teile Devins, ab 1317 besaß er den gesamten Ort. Der Fürst Wizlaw III. von Rügen, der in Devin seit 1314 einen Hof hielt, verlieh daraufhin dem Ort das Privileg eines Stralsunder Stadtdorfes.
Im März 1314 schloss Fürst Wizlaw III. von Rügen mit seiner Stadt Stralsund Frieden und gab ihr alle Rechte und Freiheiten, die die Stadt Rostock von Borwin (Fürst von Mecklenburg) und seinen Söhnen Heinrich und Nicolaus erhalten hatte, ferner „dem gantzen eghendom“ über die Stadt und aller innerhalb ihrer Grenzen. Einige Jahre später, im Mai 1321, bestätigte Fürst Wizlaw III. der Stadt Stralsund ihre Privilegien und ihren Besitz, betreffend in den Dörfern Devin, Teschenhagen, Zitterpenningshagen, Voigdehagen, Wendorf, Lüdershagen, Vogelsang, Lüssow, Langendorf und Kedingshagen. Die Privilegien sind dieselben wie in früheren Bestätigungen.
Mitte des 17. Jahrhunderts kamen Teile Devins in den Besitz des Stralsunder Heilgeisthospital, wofür dieses 3000 Gulden bezahlte. Der andere Teil gehörte dem Oberst Christoffer Johann Stephan von Brunell auf Engelswacht, der aus Ueckermünde stammte. Nach dessen Tod 1657 kaufte der Staatskommissar Martin von Klinckowström dessen Besitz, verkaufte diesen aber schon 1696 an das Heilgeisthospital. Ende des 17. Jahrhunderts kam es zur Klage der Kinder des verstorbenen General-Adjudanten Johann Steffen von Brunell als Besitzer des Gutes Engelswacht gegen das Heilgeistkloster wegen der ihnen zustehenden Pachthebungen und Dienstleistungen von Devin.
Zu Beginn des 18. Jahrhunderts kam es zur Klage der Strömer gegen die Viermänner und Maters (Senknetzfischer) wegen des verbotenen Heringsfangs auf dem Sandort (Landspitze bei Devin). Durch die Nähe zum Strelasund war Devin sehr stark vom Fischfang geprägt.

### 19. Jahrhundert
1807 kämpften im Dorf französische Truppen und Teile der schwedischen 4. Brigade gegeneinander, wobei drei Franzosen starben. Bis 1810 beherrschten die Franzosen die gesamte Gegend. Eine 1803 entstandene Ziegelei stellte nach dem Ersten Weltkrieg den Betrieb ein. Zwischen 1817 und 1829 kam es zur Wegebesserung nach Voigdehagen, weiterhin zur Teilnahme der Güter Voigdehagen und Devin an der Verbesserung der Barther Landstraße, der Erneuerung der Grimmer Landstraße von Voigdehagen bis Wendorf sowie Pflanzung von Bäumen an den Landstraßen. Im Jahre 1825 wurde ein Vertrag zwischen dem Bauern Hans Christian Hagemann und dessen Stiefsohn Johann Jacob Kronsfoth über den Verkauf eines Katens in Devin samt Inventar geschlossen. Kurze Zeit später, im Jahre 1828, wurde eine Pachtfischerei in Devin angelegt und an Johann Heinrich Peuß bzw. Friedrich Peuß von 1827 bis 1862 verpachtet.
In den Jahren 1839 bis 1843 kam es zur Neueinteilung des Gutes Devin für eine neue Verpachtung, ebenso zum Verkauf überflüssiger Gebäude und Liquidationen mit den Bauern. In derselben Zeit (zwischen 1840 und 1850) kam es zum Bau des neuen Hofes in Devin sowie zum Ankauf des vom Pächter Adolf Rühs erbauten Backhauses und des Schweinehauses. Es war zugleich die Zeit in Devin, in der die regeste Bautätigkeit im 19. Jahrhundert für den Ort nachzuweisen ist. 1846 wurde ein neues Schulhaus im Ort errichtet, ebenso wurde auf dem Gelände ein Senkbrunnen angelegt. Zwischen 1856 und 1870 wurde ein Teil der Feldmark des Gutes Devin drainiert.
Am 21. Juli 1887 wurde das Kurhaus im Ort eingeweiht und eröffnet. Das Kurhaus existiert noch heute und ist eine der Sehenswürdigkeiten im Ortsteil Devin. Kurze Zeit später, im Jahre 1900, musste das Kurhaus wieder instand gesetzt werden. Im selben Zuge wurden der Park Devin und die Badesanstalt instand gesetzt.

### 20. Jahrhundert
Seit Anfang des 20. Jahrhunderts erholten sich zunehmend Stralsunder in dem am Strelasund gelegenen Dorf mit seiner Badeanstalt, dem Park und dem Kurhaus. Am 1. Oktober 1928 wurde das Dorf nach Stralsund eingemeindet. Die Eingemeindung betraf des Weiteren auch die Dörfer Grünhufe, Langendorf, Andershof, Lüssow und Voigdehagen.
Die Deviner Schule wurde in den Jahren 1930 bis 1932 an das elektrische Stromnetz angeschlossen. Etwa in derselben Zeit betraf das auch die Schule in Voigdehagen.
Zwischen 1938 und 1943 kam es zur Umgestaltung des Kurhauses in Devin, weiterhin auch zu einem Neubau eines öffentlichen Luftschutzbunkers auf dem Schulgrundstück im Ortsteil Devin.
Bis 1945 wurden die Höfe und Ländereien vom Kloster zum Heiligen Geist in Stralsund verwaltet. Die Pächter bewirtschafteten die Höfe und Güter im Ort und der Umgebung. Ab 1945 kam es in der damaligen sowjetischen Besatzungszone zur Bodenreform. Im Zuge dieser Reform wurden die Pächter enteignet und oftmals auch vertrieben. Später wurden die Ländereien den sogenannten landwirtschaftlichen Produktionsgenossenschaften zugesprochen, welche diese dann weiter verwalteten. Die Bausubstanz verfiel zu DDR-Zeiten zusehends. Im Jahre 1956 wurde das Kurhaus Devin, dessen letzter Inhaber Bruno Röpke war, in die Hände der HO-Gaststätten übergeben. Erst nach der Wende kam es wieder in private Hände.
Im Winter 1978/79 war Devin fünf Tage durch Schneemassen von der Außenwelt abgeschnitten. Der extreme Winter kam sehr plötzlich und erfasste ganz Norddeutschland.
1995 kam es zur Errichtung einer neuen Wohnanlage mit Sundblick in Devin. 2007 wurde der Strandabschnitt in Devin erneuert. 2011 wurde die Seebrücke in Devin feierlich übergeben.

## Verkehrsanbindung
Der Stadtteil Devin ist an die Bundesstraße 96 angebunden. Zudem liegt der Ort in der Nähe der Ortsumgehung Stralsund und somit zur Bundesstraße 105. Einen direkten Bahnanschluss gibt es in Devin nicht. Die Buslinie 3 des Stralsunder Nahverkehrs fährt Devin an.

## Sehenswürdigkeiten
In Devin befinden sich mehrere touristische Ziele. Dazu zählen der Deviner Park mit Kriegerdenkmal, das historische Kurhaus und die 1956 erbaute Jugendherberge. Unterhalb des Kurhauses gibt es seit 2011 einen 115 Meter langen Schiffsanleger. Ebenso befindet sich in einem Vorgarten in Devin ein zehn Meter hoher Nachbau des Berliner Fernsehturms, den ein Deviner Einwohner 1973 baute.